# ESP (album des Bee Gees)
Pour les articles homonymes, voir ESP.
Albums de Bee Gees
Staying Alive
(1983) One
(1989)
ESP est le dix-septième album studio des Bee Gees, sorti en septembre 1987.
Le single You Win Again est l'un des plus gros succès du groupe dans les années 1980 : il est numéro 1 au Royaume-Uni et se classe dans le Top 10 dans de nombreux pays d'Europe. Cependant, il ne rencontre pas autant de succès aux États-Unis (75e), où les Bee Gees restent associé à la vague disco, passée de mode depuis quelques années.

## Titres
Toutes les chansons sont de Barry, Robin et Maurice Gibb.
1. ESP – 5:38
2. You Win Again – 4:02
3. Live or Die (Hold Me Like a Child) – 4:41
4. Giving Up the Ghost – 4:26
5. The Longest Night – 5:46
6. This Is Your Life – 4:50
7. Angela – 4:57
8. Overnight – 4:20
9. Crazy for Your Love – 4:40
10. Backtafunk – 4:22
11. ESP (Reprise) – 0:34

## Musiciens
- Barry Gibb : chant, guitare, programmation de la batterie et des claviers, arrangements
- Robin Gibb : chant, arrangements
- Maurice Gibb : chant, basse, claviers, programmation de la batterie et des claviers, arrangements

## Musiciens additionnels
- Reb Beach : guitare
- Reggie Griffin : guitare, programmation, arrangements
- Arif Mardin : guitare électrique, basse synthétiseur, arrangements cuivres et cordes
- Nick Moroch : guitare
- Leland Sklar  : Basse
- Will Lee : basse
- Marcus Miller : basse
- David A. Jones : basse
- Robbie Kondor : claviers, basse
- David Paich : claviers
- Rhett Lawrence : claviers, synthétiseurs, programmation
- Greg Phillinganes : claviers, synthétiseurs, piano électrique, programmation
- Scott Glasel : programmation
- Joe Mardin : programmation
- Brian Tench : programmation
- Tony Beard : batterie
- Sammy Figueroa (en) : percussions
- Bob Gay : saxophone
- Gene Orloff : direction de l'orchestre